# Carasobarbus apoensis
Carasobarbus apoensis és una espècie de peix cipriniforme de la família dels ciprínids. Els mascles poden assolir els 21,3 cm de longitud total. Es troba a Àsia.